# 폭스 네트웍스 그룹
폭스 네트웍스 그룹(영어: Fox Networks Group, FNG)은 한때 21세기 폭스의 텔레비전 네트워크 사업 부문이였으나, 2019년 3월 디즈니가 21세기 폭스를 인수한 후 월트 디즈니 다이렉트투컨슈머 & 인터내셔널의 자회사가 되었다. 폭스, 내셔널 지오그래픽, FX, 폭스 스포츠, 베이비TV, 폭스 채널 등 여러 브랜드를 사용하여 라틴 아메리카, 유럽, 아시아, 아프리카 전역에 걸쳐 45개 언어로 300개 이상의 엔터테인먼트, 영화, 스포츠 및 채널을 제작하고 배포했다.
2019년 3월까지 이 그룹에는 폭스 텔레비전 그룹, 폭스 케이블 네트웍스, 폭스 스포츠 미디어 그룹, 폭스 뉴스 그룹, 내셔널 지오그래픽 파트너스, 폭스 네트웍스 디지털 컨슈머 그룹으로 구성된 미국 단위도 포함되었다. 디즈니가 21세기 폭스를 인수한 후 폭스 네트웍스 그룹의 미국 단위는 폭스 코퍼레이션과 월트 디즈니 텔레비전 사이에 분산되었다.

## 주요 방송채널
- 채널 V(Channel V):1994년 MTV남아시아 채널과 협력관계를 끊고 지엠에이와 협력관계를 맺으면서 만들어진 음악 채널로 여러 국가에 그 지역의 음악을 중점적으로 방송하는 지역채널이 있으며 대한민국에 2001년 4월 15일 오전 0시에 런칭되었다.
- 폭스크라임(Fox Crime):범죄관련 방송을 집적할 수 있는 채널이다.
- FX:남성시청자를 대상으로 코미디나 격렬한 스포츠를 방송하고 있으며 아직 싱가포르, 홍콩, 대한민국 등 일부국가에만 방송되고 있다. 현재 디즈니에 인수
- 폭스스포츠(Fox Sports):서남아시아 지역을 대상으로 방송하고 있으며 위성 아시안셋3를 통해 다른 아시아 국가에도 방송을 추진하고 있다. 한국에는 방송하지 않아 폭스 스포츠네트워크가 되었지만, 종료하였다. 2015년에는 중앙일보 계열의 JTBC와 업무 체결로 JTBC3 Fox Sports를 개국한다.
- 베이비TV(BabyTV):2003년 이스라엘에서 처음 방송되었으며 한국에 3세이하 아이들을 대상으로 방송을 실시한다.

### 교양채널
- 내셔널 지오그래픽(National Geographic):개국으로 미국으로 방송하였다. 현재 디즈니에 인수
- 냇지오 피플(Nat Geo People):1999년 개국 당시 어드벤처1(Adventure One)이라는 이름으로 개국하였으나, 2007년 냇지오 어드벤쳐(Nat Geo Adventure)를 거쳐 2014년부터 현재의 이름으로 바뀌었으며 환경이슈, 자연과학, 야외활동 등을 중심으로 방송하고 있으며, 한국에도 송출중이다. 현재 디즈니에 인수
- 냇지오 와일드(Nat Geo Wild):2006년 개국하였으며 동물관련 다큐멘터리를 중심으로 방송하고 있다. 현재 디즈니에 인수
- 내셔널 지오그래픽 채널 HD(National Geographic Channel HD):2006년 방송을 개시한 HD 다큐멘터리 채널로 아직 몇몇 국가에서만 방송되고 있다. 현재 디즈니에 인수
- 폭스 뉴스 채널(Fox News Channel):24시간 뉴스채널 이고 1999~2010년의 24시간 뉴스채널이다.
- 스카이뉴스(Sky News):2010년에 SKY 2008 기년댓글로 표시된 Sky2010년도로 한 24시간 뉴스채널이다.
- 폭스 엔터테인먼트 앤 트래블(Fox Entertainment & Travel Channel):한국을 위한 엔터테인먼트 채널이다.

### 중국어권 채널
- 봉황중국채널(鳳凰衛視中文台, Phoenix Chinese Channel):1996년 홍콩에 세워진 엔터테인먼트 전문 채널로 봉황TV로 불리기도 하며 관화로 방송되고 있으며, 대한민국에 한국어로 2014년 개국하였다.
- 봉황영화채널(鳳凰衛視電影台, Phoenix Movies Channel):1998년 세워진 영화채널로 중화인민공화국을 방송대상으로 하고 있다.
- 봉황정보뉴스채널(鳳凰衛視資訊台, Phoenix InfoNews Channel):2001년에 세워진 24시간 뉴스채널로 관화로 방송되고 있다.

### 관계 채널(대한민국)
- 내셔널 지오그래픽 채널 코리아(National Geographic Channel Korea) - CJ제일제당의 산하계열사 CJ ENM과 합작하여 개국했으나 현재는 NGC에 매각하였지만 디즈니코리아에 인수.
- FOX - 태광그룹 계열사인 티캐스트와 합작하여 개국한 채널이다. → 2021년 1월 1일자로 CH.NOW로 채널명 변경.
- FOX life - 태광그룹 계열사인 티캐스트와 합작하여 개국한 채널이다. → 2021년 1월 1일자로 Ch.ever로 채널명 변경.
- FX - 태광그룹 계열사인 티캐스트와 합작하여 개국한 채널이다. 디즈니에 인수. → 2021년 1월 1일자로 MX로 채널명 변경.
- JTBC3 FOX Sports - 중앙일보 계열사인 중앙미디어네트워크와 합작하여 개국한 채널이다. 2020년 3월부터 JTBC 골프&스포츠로 채널명 변경.

## 같이 보기
- 폭스 방송
- 디즈니 제너럴 엔터테인먼트 컨텐트